# NGC 5477
NGC 5477 is een spiraalvormig sterrenstelsel in het sterrenbeeld Grote Beer. Het hemelobject ligt 19 miljoen lichtjaar van de Aarde verwijderd en werd op 14 april 1789 ontdekt door de Duits-Britse astronoom William Herschel.

## Synoniemen
- UGC 9018
- MCG 9-23-34
- DDO 186
- KUG 1403+546
- ZWG 272.25
- VV 561
- PGC 50262